# Keine Lüge ohne dich
Keine Lüge ohne dich (Originaltitel: Mauvaise foi) ist eine französisch-belgische Filmkomödie aus dem Jahr 2006. Der Film war das Regiedebüt von Roschdy Zem, der neben Cécile de France auch die männliche Hauptrolle übernahm.

## Handlung
Clara und Ismaël sind seit vier Jahren glücklich miteinander liiert. Dass sie jüdischer und er arabischer Herkunft ist, spielt für beide keine Rolle. Als Clara schwanger wird, beschließen sie zusammenzuziehen. Auch will Clara Ismaël endlich ihren Eltern vorstellen und lädt ihn daher zu einem gemeinsamen Abendessen ein. Dass es sich bei dem Freund ihrer Tochter um einen Araber handelt, stößt bei Claras Vater Victor und besonders bei ihrer Mutter Lucie auf Irritation und Missfallen. Nur Claras Tante Martha, die vorübergehend bei Claras Eltern wohnt, zeigt sich freundlich und aufgeschlossen. Als sich Lucie zurückzieht, weil es ihr angeblich nicht gutgehe, bricht Clara den gemeinsamen Abend vorzeitig ab und fährt mit Ismaël nach Hause.
Ismaël wendet sich Rat suchend an seinen besten Freund Milou, mit dem er sich zuvor die Wohnung geteilt hat und der wie Clara jüdisch ist. Anschließend will Ismaël seiner Mutter Habiba von Clara erzählen, doch platzt seine kleine Schwester Mounia dazwischen. Lucie entschuldigt sich derweil bei Clara für ihr Verhalten. Sie sei jedoch weiterhin überzeugt, dass eine Beziehung zwischen einer Jüdin und einem Moslem nicht funktionieren könne. Clara, die unter der Ablehnung ihrer Eltern leidet, klärt sie über ihre Schwangerschaft auf und meint, dass es doch die Mutter sei, die im Judentum zähle.
Als Ismaël am Türrahmen der gemeinsamen Wohnung eine Mesusa entdeckt, bei der es sich um einen jüdischen Glücksbringer handelt, reagiert er verwundert, seien doch weder er noch Clara religiös. Darauf angesprochen, reagiert Clara gereizt. Auf ihre Frage, ob er seiner Mutter schon reinen Wein über ihre Beziehung eingeschenkt habe, behauptet Ismaël notgedrungen, dass seine Mutter zur Kur in der Bretagne sei. Bei Claras Ultraschall-Untersuchung eröffnet Ismaël wiederum, dass das Kind, sollte es ein Junge werden, wie sein verstorbener Vater Abdelkrim heißen solle.
Während sich Claras Eltern weiterhin besorgt über das religiöse Konfliktpotential ihrer Beziehung zeigen, hat Ismaël seiner Mutter Habiba immer noch nichts von Clara erzählt. Unterdessen erfährt Clara von Ismaëls Kumpel Milou, dass Habiba gar nicht zur Kur verreist ist und Ismaël sie angelogen hat. Von ihr zur Rede gestellt, bittet Ismaël sie um Verzeihung. Ismaël, der tags darauf wegen des Ramadans nichts essen möchte, lädt schließlich seine Mutter und Schwester zu einem gemeinsamen Abend ein, damit Habiba Clara endlich kennenlernen kann. Clara, die als Ergotherapeutin mit Behinderten arbeitet, trifft jedoch aufgrund eines Unfalls mit einem ihrer Patienten und wegen eines Verkehrsstaus erst spät am Abend zu Hause ein. Habiba und Mounia sind bereits gegangen. Ismaël reagiert wütend und es kommt zum Streit, bei dem sich ihre unterschiedliche Herkunft als zunehmende Belastung ihrer Beziehung erweist – mit der Folge, dass Clara Ismaël verlässt.
Als Claras Vater Victor Ismaël zu einer Radtour und einem gemeinsamen Abendessen einlädt, bei dem ein Freund der Familie Ismaël das Judentum nahebringen will und den gemeinsamen Besuch einer Synagoge vorschlägt, versöhnt sich Ismaël mit Clara. Für den Besuch in der Synagoge leiht sich Ismaël von Milou eine Kippa und einen Tallit und vergisst zur Verwunderung seines Onkels, die Kippa auf dem Nachhauseweg abzunehmen. Bei einem Spieleabend mit Freunden kommt es wiederum zum Zerwürfnis zwischen Ismaël und Milou, der Ismaëls Onkel für einen muslimischen Fundamentalisten hält, der junge Leute einer Gehirnwäsche unterziehe. Nach dem Besuch eines Fußballspiels von Mounia kommt es auch zwischen Ismaël und Clara erneut zum Streit. Ismaël versichert ihr, sie zu lieben, gesteht jedoch, nicht sicher zu sein, ob er das Baby wirklich haben wolle. Clara reagiert aufgebracht und verlässt ihn erneut. In einer Bar lässt sie sich von ihrer Tante trösten. Martha, die zum Missfallen ihres Vaters mit einem Engländer zusammen war und seit einer Fehlgeburt keine Kinder mehr bekommen konnte, meint Clara gegenüber, dass nicht ihre Eltern, sondern ihre eigenen Ängste das Problem seien.
Nachdem sich Ismaël wieder mit Milou vertragen hat, erzählt er seiner Mutter von Clara und erklärt mit Bestimmtheit, dass das Kind, das sie erwarten, nicht wie sein Vater heißen werde. Habiba, der der Name ihres Mannes sowieso nie gefallen hat, ist glücklich, endlich Großmutter zu werden. Anschließend versucht Ismaël, Clara zu finden. Sie habe sich jedoch zwei Tage frei genommen und sei laut ihren Eltern zu einer Freundin aufs Land gefahren. In Wahrheit jedoch lässt sich Clara in ein Krankenhaus bringen, um eine Abtreibung vornehmen zu lassen. Martha, die durch einen Brief von Claras Vorhaben erfährt, kann Ismaël gerade noch Bescheid geben. Ismaël eilt ins Krankenhaus, wo Clara sich bereits auf dem Weg zum Operationssaal befindet. Als Ismaël schon glaubt, zu spät gekommen zu sein, trifft er auf Clara. Einige Jahre später wollen Ismaël und Clara zusammen ausgehen. Ihre Mütter kommen vorbei, um auf ihre Tochter und ihren wenige Monate alten Sohn aufzupassen.

## Hintergrund

### Idee, Drehbuch und Regiedebüt

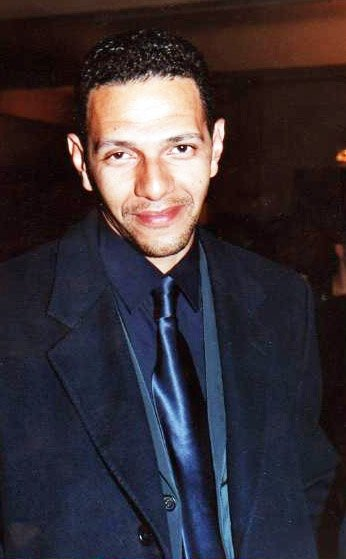
Roschdy Zem (2001)

Die Idee zum Film kam von Seiten des Produzenten Philippe Godeau, der Roschdy Zem vorschlug, ein Drehbuch zu diesem in Frankreich sehr relevanten Thema zu schreiben. Zem, der selbst muslimisch erzogen wurde und seinerzeit mit einer Jüdin verheiratet war, habe das Sujet aus seinen persönlichen Erfahrungen heraus sehr am Herzen gelegen. Auch war es ihm ein Anliegen, mit den typischen Klischees über Araber zu brechen, indem er etwa Ismaël als Klavierlehrer und Jazzfan auftreten ließ. Die Rolle des Milou basierte wiederum auf einem jüdischen Freund von Zem aus Kindertagen. Pascal Elbé, der im Film die Rolle des Milou spielte, schrieb ebenfalls am Drehbuch mit. „Pascal brachte mir seinen jüdischen Humor und ich meine Reflexion über den Islam“, fasste Roschdy Zem die gemeinsame Arbeit zusammen.
Um die weiblichen Figuren und die Szenen zwischen Clara und Ismaël mit mehr Finesse zu gestalten, wurde zusätzlich Agnès de Sacy als Drehbuchautorin herangezogen. Als man nach einem ersten Drehbuchentwurf anfing, nach einem geeigneten Regisseur zu suchen, war es auch Produzent Godeau, der Zem überredete, die Regie selbst zu übernehmen und somit seinen ersten Film zu drehen.

### Dreharbeiten
Die Dreharbeiten fanden in Paris und den umliegenden Vororten Les Lilas, Levallois-Perret, Saint-Maurice und Charenton-le-Pont statt. Das Budget des Films lag bei 4,8 Millionen Euro. Das Szenenbild gestaltete Marie Cheminal. Für das Kostümbild war Nathalie Raoul zuständig.

## Soundtrack

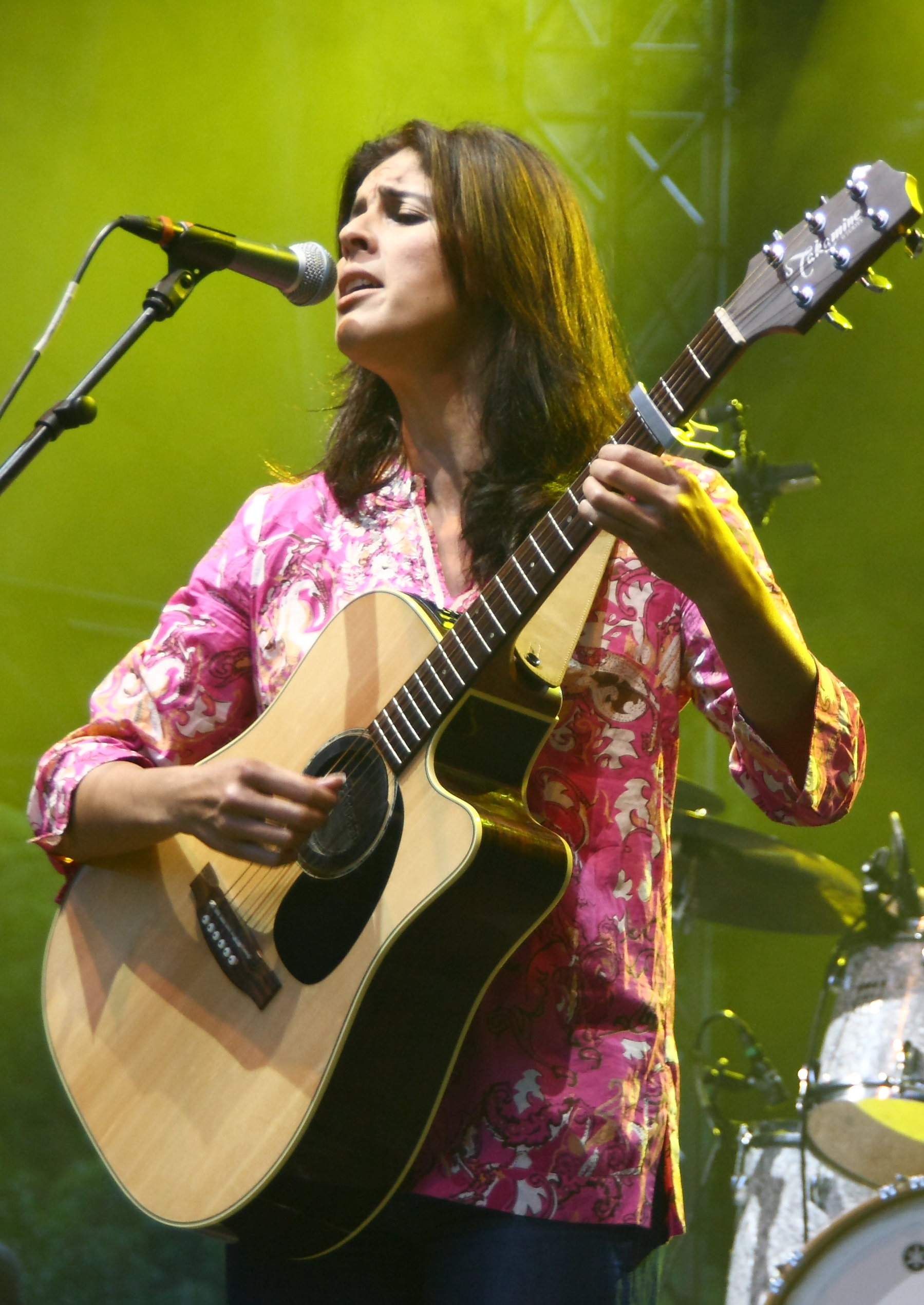
Souad Massi (2013)

Die Filmmusik komponierte die algerische Sängerin und Songschreiberin Souad Massi. Das von ihr für den Film geschriebene Lied Pour qui, das im Abspann zu hören ist, wurde von Massi im Duett mit Roschdy Zems langjährigem Freund, dem Komiker und Schauspieler Gad Elmaleh, aufgenommen. Dessen Vater David Elmaleh hatte im Film die Rolle von Claras Gynäkologen inne. Weitere im Film zu hörende Kompositionen und Songs sind:
- Präludium und Fuge in C-Dur (BWV 846) von Johann Sebastian Bach
- DSL Blues von The Film
- I Want You von Elvis Costello & The Attractions
- Born to Run von Bruce Springsteen
- Adagio in g-Moll von Tomaso Albinoni / Remo Giazotto
- Can’t Stand Your Ex’s Rock Band von Avril
- Long Hair von Mouloud
- Time Has Come von Mouloud
- Sabrosa mi tierra von Guy Barker und Bernardo Sassetti
- Mi camino von Phil McArthur
- El poder de la musica von David Cabrera
- Suspicious Minds von Elvis Presley

## Rezeption

### Veröffentlichung
Keine Lüge ohne dich lief am 6. Dezember 2006 in den französischen und belgischen Kinos an. In Frankreich konnte der Film daraufhin rund 790.000 Kinozuschauer verbuchen. Am 5. Juni 2007 wurde er auf dem Seattle International Film Festival gezeigt. Am 2. Juli 2007 wurde er auch auf dem Internationalen Filmfestival Karlovy Vary in der Sektion „Horizonte“ vorgestellt. In Deutschland wurde der Film erstmals am 15. November 2023 auf Arte ausgestrahlt.

### Kritiken
Für Le Parisien war Keine Lüge ohne dich „eine dynamische und intelligente Komödie, die alle Klischees über gemischte Paare vermeidet“, was vor allem den Darbietungen von Roschdy Zem, Pascal Elbé und Cécile de France zu verdanken sei. Le Figaro bezeichnete Roschdy Zems Regiedebüt als „charmante romantische Komödie über ein gemischtes Paar“. Der Film sei „ein Plädoyer für Toleranz und Offenheit gegenüber anderen“. Die „ernsten Themen“ des Films seien „mit Leichtigkeit gehandhabt“ worden, schrieb Le Monde. Zem habe dennoch die Gelegenheit genutzt, „um im Kontext einer überhitzten Debatte um Identität einen willkommenen Aufruf zu Kompromissen und Toleranz zu machen“.
Lisa Nesselson von Variety sah in dem Film „ein Rat mal, wer zum Essen kommt des 21. Jahrhunderts“. Entstanden sei eine „harmlose, aktuelle Komödie“, die von „den liebenswerten Vorstellungen“ der beiden Hauptdarsteller getragen werde. Das Drehbuch und die Regie würden zwar wenig zum Weltfrieden beitragen, dennoch dürfte „der unterhaltsame Film“ in Frankreich durchaus Erfolg haben und von jüdischen Filmfesten mit offenen Armen empfangen werden. Bei seinem Regiedebüt habe Zem „ein paar aktuelle politische Seitenhiebe“ in die Handlung eingebaut, „deren Ergebnis nie wirklich zweifelhaft ist“. Erfreulicherweise verspotte das Drehbuch „die Tendenz, die ethnischen Beziehungen in Frankreich auf den anhaltenden Konflikt zwischen Israel und seinen palästinensischen Nachbarn zurückzuführen“. Das Ende des Films wirke zwar „etwas unbeholfen“, doch werde seine klare Botschaft davon nicht beeinträchtigt. Die Nebendarsteller seien wiederum in ihren Rollen sehr amüsant.
Das Lexikon des internationalen Films bezeichnete Keine Lüge ohne dich als „munter inszenierte und gespielte Tragikomödie“, die den religiösen Konflikt zwar „nicht allzu tief“ beleuchte und „auf eine etwas oberflächliche Kompromissbereitschaft hinausläuft“, aber dennoch ein „gelungene[r] Unterhaltungsfilm mit guten Beobachtungen zum Balanceakt in Beziehungen“ sei.

### Auszeichnungen
Der Film erhielt eine Nominierung für den César in der Kategorie Bestes Erstlingswerk. In der gleichen Kategorie wurde er 2007 mit dem Étoile d’Or prämiert, den auch Cécile de France in der Kategorie Beste Hauptdarstellerin sowohl für Keine Lüge ohne dich als auch für ihre Darbietung in Chanson d’Amour gewinnen konnte. Roschdy Zem wiederum war 2007 in der Kategorie Bester Darsteller für den Globe de Cristal nominiert.